# Carl Demel
Carl Demel (ab 1867 Carl Demel, Ritter von Elswehr; * 7. Februar 1858 in Kuttenberg, Kaisertum Österreich; † 6. September 1915 in Graz, Österreich-Ungarn) war ein böhmisch-österreichischer Architekt.

## Leben
Carl Demel entstammte einer bekannten Familie, die ursprünglich aus Troppau kam und in Österreichisch-Schlesien zahlreiche öffentliche Ämter bekleidete. Sein Onkel Johann Demel (1825–1892) war Mitglied der Frankfurter Nationalversammlung und danach für acht Legislaturperioden Repräsentant seiner Heimat im Österreichischen Abgeordnetenhaus und im Schlesischen Landtag. 1867 wurde er als  „Ritter von Elswehr“ nobilitiert. Sein Sohn Leonhard Demel Ritter von Elswehr (1856–1915) war Advokat in Teschen und von 1895 bis 1915 für Österreichisch Schlesien im Abgeordnetenhaus. Dessen Bruder Wladimir (1851–1941) war Gymnasialdirektor in Troppau und von 1893 bis 1897 Mitglied im Abgeordnetenhaus. Der jüngste Bruder Hans Demel (1886–1951) war Leiter der Ägyptischen Sammlung des Kunsthistorischen Museums in Wien. Der Vater von Carl, Benjamin Demel (1818–1867), war zuerst Notar und Advokat in Kuttenberg. 1876 übersiedelte er nach Kremsier, wo er Bürgermeister wurde. Er war Mitglied des Mährischen Landtages und unterstütze die Ziele des Panslawismus. Er kam auf mysteriöse Weise um sein Leben; seine Leiche wurde bei Deutsch-Altenburg in der Donau gefunden. Kurz zuvor hatte er sich in eine psychiatrische Behandlung nach Wien begeben.
Carl Demel studierte Architektur an der Technischen Lehranstalt in Brünn und danach an der Technischen Hochschule Wien bei Heinrich von Ferstel. Nach Beendigung des Studiums zog er nach Salzburg und wurde hier zu einem wichtigen Mitglied der Salzburger Gesellschaft, die in vielen Vereinen an führender Stelle aktiv war (z. B. Stiftung Mozarteum, Salzburger Liedertafel, Salzburger Kunstverein, Salzburger Verschönerungsverein, Gesellschaft für Salzburger Landeskunde).
Am 26. November 1885 beantragte er zusammen mit dem Fotografen Eduard Bertel eine Konzession für die Errichtung einer „Zentralstation für elektrische Beleuchtung“. Diese wurde am 9. März 1886 erteilt; 1887 wurde die erste Zentralstation in Salzburg eingerichtet, von der aus Gleichstrom in das Leitungsnetz eingespeist wurde. Das von Demel geplante Hotel Bristol, das zunächst als „Electrizitäts-Hotel“ bezeichnet wurde, war eines der ersten Gebäude in Salzburg, das mit Strom versorgt wurde. Es wurde vom Bankier Karl Leitner finanziert, der auch das Schloss Mönchstein erworben hatte und entlang der zur Salzach gelegenen Hangkante des Mönchsberges eine Villenbebauung und auch ein Mozart-Festspielhaus errichten wollte. Von diesen Vorhaben wurden 1890 nur der Mönchsbergaufzug und der Wasserturm Mönchsberg realisiert. Der Bankrott Leitners traf auch Carl Demel finanziell schwer, er musste 1893 sein repräsentatives Wohnhaus verkaufen und verlor auch seine Reputation. 1895 fand er eine Anstellung an der Salzburger Staatsgewerbeschule, wo er zunächst als Aushilfslehrer, dann als Professor und Vorstand einer Fachabteilung tätig war. Von 1913 an war er Direktor der Ortweinschule in Graz. Bereits 1914 ließ er sich mit 56 Jahren in den vorzeitigen Ruhestand versetzen. 1915 fand man ihn vergiftet im Grazer Hilmteich.
Carl Demel war verheiratet mit der Klavierlehrerin Josefine, genannt Pepina, einer Stiefschwester des Pianisten Theodor Leschetizky; das Ehepaar hatte eine Tochter namens Gertraud.

## Bauten
- Historische Restaurierung des Johannesschlössls auf dem Mönchsberg, 1892
- Stadtpalais mit Neorenaissance-Fassade (Makartplatz 7, Wohnhaus Carl Demel), 1887/88; dieses Nachbarhaus zum Tanzmeisterhaus in Salzburg wurde wegen Bombenschäden nach 1945 abgerissen und durch einen schlichten Wohnbau ersetzt
- Hannibaltrakt mit dem als Pavillon vorspringenden Foyer des Mozarteums
- Aussichtsturm und späteres Café Winkler, 1892–1893
- Kirche St. Joseph
- Hotel Mirabell, 1893[2]
- Hotel Bristol, 1894
- Zellereck am Platzl, 1908